# Benjamin Hotchkiss
Benjamin Berkeley Hotchkiss (ur. 1 października 1826 w Watertown, zm. 14 lutego 1885 w Paryżu) – amerykański konstruktor i producent uzbrojenia.

## Życiorys
Po skończonych studiach i odbyciu praktyki zaczął pracować w fabryce ojca. Podczas pracy zainteresował się bronią i amunicją. Opatentował w 1855 nabój artyleryjski. Zajmował się w czasie wojny secesyjnej (1861–1865) produkcją amunicji karabinowej własnego pomysłu.
Założył w 1870 roku w Viviers (Aveyron) we Francji własne przedsiębiorstwo zbrojeniowe pod firmą „B.B. Hotchkiss Company”. Skonstruował w 1873 roku 37 mm armatkę rewolwerową Hotchkiss wz. 1873 podejmując jej produkcję w swoim przedsiębiorstwie. Opracował karabin powtarzalny w 1875, który zasilany był z 6-nabojowego magazynka rurowego umieszczonego w kolbie. Masa broni wynosiła 4,3 kg, a szybkostrzelność do 20 strz./min. Karabin ten nie został wprowadzony do uzbrojenia armii francuskiej, ponieważ posiadał mniejszą pojemność magazynka od karabinu Gras-Kropaček wz. 1874/78.
W 1879 opracował 47 mm armatkę rewolwerową Hotchkiss wz. 1879, a następnie skonstruował w 1881 armatki szybkostrzelne Hotchkiss wz. 1881 o kalibrach 37, 47 i 57 mm. Rozbudowywał swoje przedsiębiorstwo przekształcając je w koncern międzynarodowy mający swe wytwórnie w USA, Francji, Anglii, Austrii, Niemczech i Rosji. Opracowywał również nowe wzory broni strzeleckiej i amunicji artyleryjskiej.